# محوطه شهرک ۲
محوطه شهرک ۲ مربوط به سده‌های میانه دوران‌های تاریخی پس از اسلام است و در شهرستان ایرانشهر، بخش بمپور، دهستان بمپور شرقی، ۱۵۰۰ متری غرب شهرک شهید بهشتی، کنار راه خاکی خوراب واقع شده و این اثر در تاریخ ۳۰ بهمن ۱۳۸۶ با شمارهٔ ثبت ۲۱۱۵۲ به‌عنوان یکی از آثار ملی ایران به ثبت رسیده است.